# Alt dette og Island med
Alt dette og Island med er en dansk (nordisk samproduktion) film fra 1951.
- Manuskript Arvid Müller, Victor Borge og Carl Erik Soya (Danmark).
- Instruktion Johan Jacobsen (Danmark).

Blandt de danske medvirkende kan nævnes:
- Poul Reichhardt
- Asbjørn Andersen
- Karl Gustav Ahlefeldt
- Kjeld Petersen
- Tavs Neiiendam
- Søren Weiss
- Kjeld Jacobsen
- Louis Miehe-Renard